# Carsten Mogensen
Pour les articles homonymes, voir Mogensen.
Carsten Mogensen est un joueur de badminton danois né le 24 juillet 1983 à Roskilde.
En 2012, en double hommes, il remporte avec Mathias Boe une médaille d'argent aux Jeux olympiques à Londres et le titre aux championnats d'Europe. Il avait obtenu la 2e place en 2006. Il est aussi troisième du tournoi de double mixte des Mondiaux de 2008 avec Helle Nielsen.
Enfin, il est vice-champion du monde en double hommes en 2013.